# Marco Arturo Vicini
Marco Arturo Vicini (Pievepelago, 25 aprile 1874 – Modena, 10 gennaio 1956) è stato un avvocato e politico italiano.

## Biografia
Attivo in politica fin dagli anni del liceo, milita nel partito liberale e collabora coi periodici La Rassegna Nazionale di Firenze e La Provincia di Modena. Dopo la laurea apre uno studio legale, viene eletto consigliere comunale di Modena e nominato presidente della Congregazione di carità e consigliere della Cassa di Risparmio dell'Istituto provinciale di San Paolo. Affine politicamente a Giovanni Giolitti è un liberale convinto che la classe dirigente non deve rimanere sorda alle istanze sociali, e che il partito deve andare decisamente incontro al popolo e ai suoi problemi.
Nel 1914, di fronte alla decadenza del Parlamento e dell'autorità dello Stato e convinto che l'Italia non debba rimanere estranea alla prima guerra mondiale, si avvicina al nazionalismo interventista, dal quale prende ben presto le distanze per l'atteggiamento a suo avviso troppo filo-tedesco. A dispetto dell'età ottiene comunque di poter partire volontario per il fronte, guadagnandosi una croce al merito nei combattimenti sul Col di Lana. Nel 1920 aderisce ufficialmente ai Fasci italiani di combattimento, che ritiene in quel periodo "l'unico movimento che potesse salvare l'Italia dal baratro dell'anarchia" Organizzatore di squadre d'azione, è uno dei primi animatori del Fascio mantovano in una zona a fortissima presenza anarchica e socialista, dove praticamente ogni giorno le opposte fazioni vengono alle vie di fatto, e si guadagna la qualifica di squadrista, oltre ad una medaglia d'argento al valor civile, dopo essere rimasto gravemente ferito nei fatti del 26 settembre 1921.
Come figura di spicco del movimento viene candidato nel 1921 nel listone comune tra fascisti, nazionalisti e liberali, risultando terzo di diciannove eletti nel collegio di Parma, confermato nella lista fascista nel 1924. Al termine della seconda legislatura alla Camera (1929) viene nominato senatore a vita. Il suo impegno parlamentare è di totale e tacito appoggio alle direttive di Mussolini ma dopo l'8 settembre 1943, come tutti i fascisti di orientamento liberale, rifiuta di aderire alla Repubblica Sociale Italiana e si ritira a vita privata a Modena, dove si dedica unicamente alla sua professione di avvocato. Viene dichiarato decaduto dalla carica con sentenza dell'Alta Corte di Giustizia per le Sanzioni contro il Fascismo pronunciata il 29 settembre 1945.

### L'eccidio di Modena

I sei morti dell'eccidio di Modena

Il 26 settembre 1921 i fascisti modenesi, colpiti dall'omicidio di un giovane legionario fiumano il 21 gennaio precedente e dall'uccisione di tre militanti durante i suoi funerali, inscenano una manifestazione che dalla sede del Fascio si porta sotto l'abitazione del prefetto per protestare contro l'atteggiamento della pubblica sicurezza, diretta da funzionari antifascisti che sfruttano ogni occasione per operare perquisizioni ed arresti ai danni del Fascio modenese. Lo scopo dei manifestanti è quello di consegnare un ordine del giorno approvato dal direttorio fascista che chiede una maggiore vigilanza sui comportamenti della polizia. Le fonti giornalistiche disponibili, di orientamento sia antifascista che filofascista, sono concordi nel definire la manifestazione pacifica nonostante alcune intemperanze di linguaggio sotto le finestre del prefetto e un tentativo di penetrare nella sede della prefettura.
Secondo alcune fonti dell'epoca i fascisti, consegnato l'ordine del giorno, si spostano in via Modena, sotto il portico dove sono caduti i tre militanti che partecipavano ai funerali di Mario Ruini, seguiti da una squadra della Regia guardia per la pubblica sicurezza comandata dal commissario Cammeo e dal vice-commissario Iacovelli in atteggiamento provocatorio. Altre fonti, invece, sostengono che il corteo si sia trovata la strada verso via Emilia sbarrata dalla stessa squadra di polizia.

Mussolini ai funerali dei caduti

A quanto riferisce la stampa gli scontri hanno origine dal rifiuto dei funzionari di pubblica sicurezza che vigilano sulla manifestazione di scoprirsi il capo di fronte secondo alcuni alla bandiera italiana, secondo altri al gagliardetto del Fascio; la versione prevalente di questa circostanza vuole che l'on. Vicini, trovata la strada del corteo sbarrata dalla polizia, abbia improvvisato un comizio di protesta facendosi innalzare da due persone e tenendo in mano sia la bandiera che il gagliardetto. Altre sostengono che Vicini sia andato a parlare col commissario per poter proseguire e che i presenti si siano inalberati del fatto che il funzionario non abbia imitato il deputato quando si toglie il cappello al passaggio del gagliardetto. Il mancato rispetto di Cammeo alla bandiera o al gagliardetto è comunque all'origine dei fatti: innervositi dal gesto i fascisti iniziano infatti ad inveire contro le forze dell'ordine agitando dei bastoni (secondo un'altra versione lo avrebbero colpito alla testa), e ad un certo punto dal gruppo delle guardie viene sparato un colpo di pistola che uccide un fascista diciassettenne. Subito dopo le altre guardie, non ancora attaccate ma certo temendo la reazione fascista, fanno fuoco ad altezza uomo contro i manifestanti uccidendo altre sei persone e ferendone oltre cinquanta, alcune addirittura rincorse per alcune decine di metri, per poi fuggire e barricarsi in caserma. Tra i feriti c'è anche l'on. Vicini, colpito alla schiena col proiettile che si conficca nella penultima vertebra dorsale e solo per poco non gli provoca una totale paralisi.
Solo l'immediato intervento del prefetto riesce a non far degenerare ulteriormente la situazione. Per placare le voglie di vendetta dei fascisti intorno alla mezzanotte, a meno di due ore dai fatti, è costretto a far arrestare commissario, vice-commissario e guardie, tranne due che si sono rese latitanti, e ordinare un'inchiesta che si affianchi a quella aperta dalla procura del Re. Nessuno dei funzionari di polizia, tuttavia, sarà in seguito condannato. Ai due processi, uno del 1922 e uno del 1924, viene infatti riconosciuta la colpa principale ai fascisti, che cercando di costringere il commissario a togliersi il cappello hanno provocato i fatti successivi, e per gli imputati la vicenda si conclude con pene minori per eccesso nella legittima difesa.